# Miedonia
Miedonia (niem. Niedane) – dzielnica Raciborza, dawniej wieś, została włączona do miasta 1 lutego 1977 r.

## Geografia
W dzielnicy znajduje się stacja hydrologiczno-meteorologiczna, skąd codziennie podaje się stan wody rzeki Odry.

## Historia
Wieś założona między XIII a XIV w., lecz prawdopodobnie znajdowała się tam wcześniej osada z VI-X w. Wieś należała do dóbr książęcych, a w 1305 r. mieszkańcy otrzymali prawo do posiadania pastwisk. Dopiero w XVI w. została wykupiona przez prywatnego właściciela.

### Nazwa
Nazwa wsi pochodziła prawdopodobnie od mielizny.

## Zabytki
- Kapliczka – pochodzi z I połowy XIX w., zbudowana z cegły, kwadratowa z dwubocznym zamknięciem, żaglastym sklepieniem, przykryta dachem z latarnią,
- Krzyż na ul. Kwiatowej,
- Krzyż na Mycie.

## Ulice
| - Boczna - Cegelniana - Górnośląska - Kozielska - Kwiatowa - Miodowa - Piotrowska - Podmiejska - Porzeczkowa | - Ratajskiego - Rolna - Rudnicka - Rzeczna - Sempołowskiej - Warzywna - Wodna - Wybrzeżna |